# Landpartie (Veranstaltung)

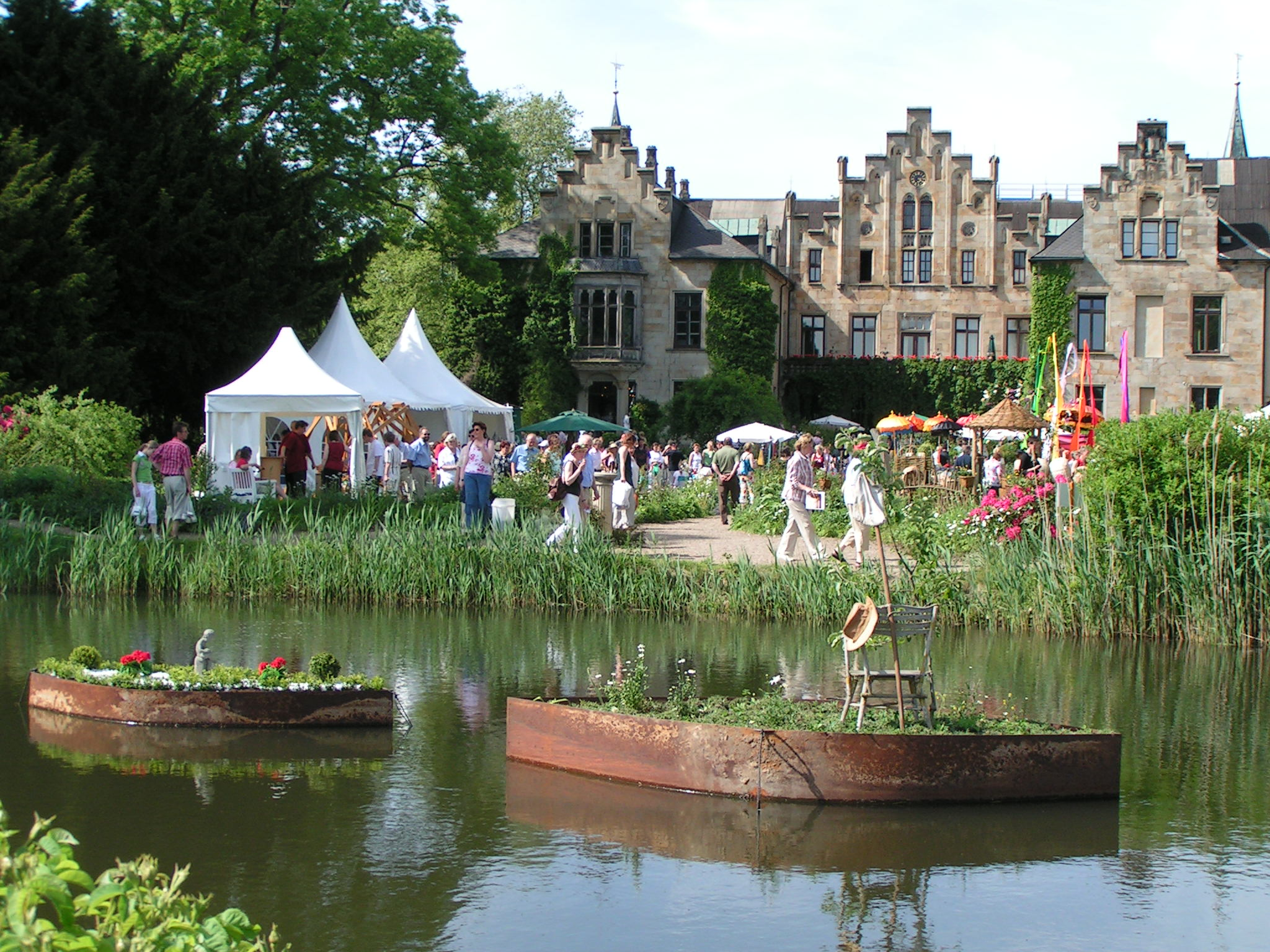
Gartenfestival Ippenburg: Typisch für Landpartien oder Gartenfestivals sind die weißen Verkaufszelte

Landpartie oder Gartenfestival ist eine Bezeichnung für Freiluftveranstaltungen, die zumeist im Umfeld von Schlössern oder Gutshöfen durchgeführt werden. Sie finden an bestimmten Wochenenden, vielfach an verlängerten Wochenenden wie Christi Himmelfahrt oder Pfingsten, zumeist in der warmen Jahreszeit (von Anfang April bis Anfang Oktober) statt.
Bei Landpartien bilden repräsentative historische Gebäude, wie Herrenhäuser, Schlösser, Güter einschließlich ihrer meist parkähnlichen Umgebung die optische Kulisse für die Präsentation und den Verkauf von Pflanzen, Gartenbaubedarf, Accessoires für die Gartengestaltung und kulinarischer Genüsse. Die Verkaufsstände befinden sich meist in Zelten. Landpartien bilden auch den Rahmen für Modenschauen, Oldtimer-Ausstellungen und -Rallyes sowie für kulturelle Veranstaltungen aller Art.
Nicht alle Gartenfestivals sind Landpartien. Im Ausland, vor allem in den englisch- und französischsprachigen Ländern, ist „Gartenfestival“ eher ein Synonym für „Gartenschau“ im Stil von Bundesgarten- oder Landesgartenschauen. Bei derartigen Veranstaltungen ist das Element einer Verkaufsmesse bei weitem nicht so ausgeprägt wie bei Landpartien, und sie sind zumeist auf längere Dauer als diese hin angelegt.
Ein Trend geht dahin, Landpartien an denjenigen Standorten, an denen sie auch in der wärmeren Jahreszeit stattfinden, in der Adventszeit durchzuführen, wodurch sich die Marktform „Landpartie“ mit der eines Weihnachtsmarktes verbindet. Es werden auf solchen Veranstaltung sowohl die landpartiespezifischen (wobei der Anteil der Pflanzen reduziert ist) als auch adventspezifische Angebote unterbreitet, und oftmals werden im Freien weihnachtsmarkttypische Holzbuden aufgestellt.

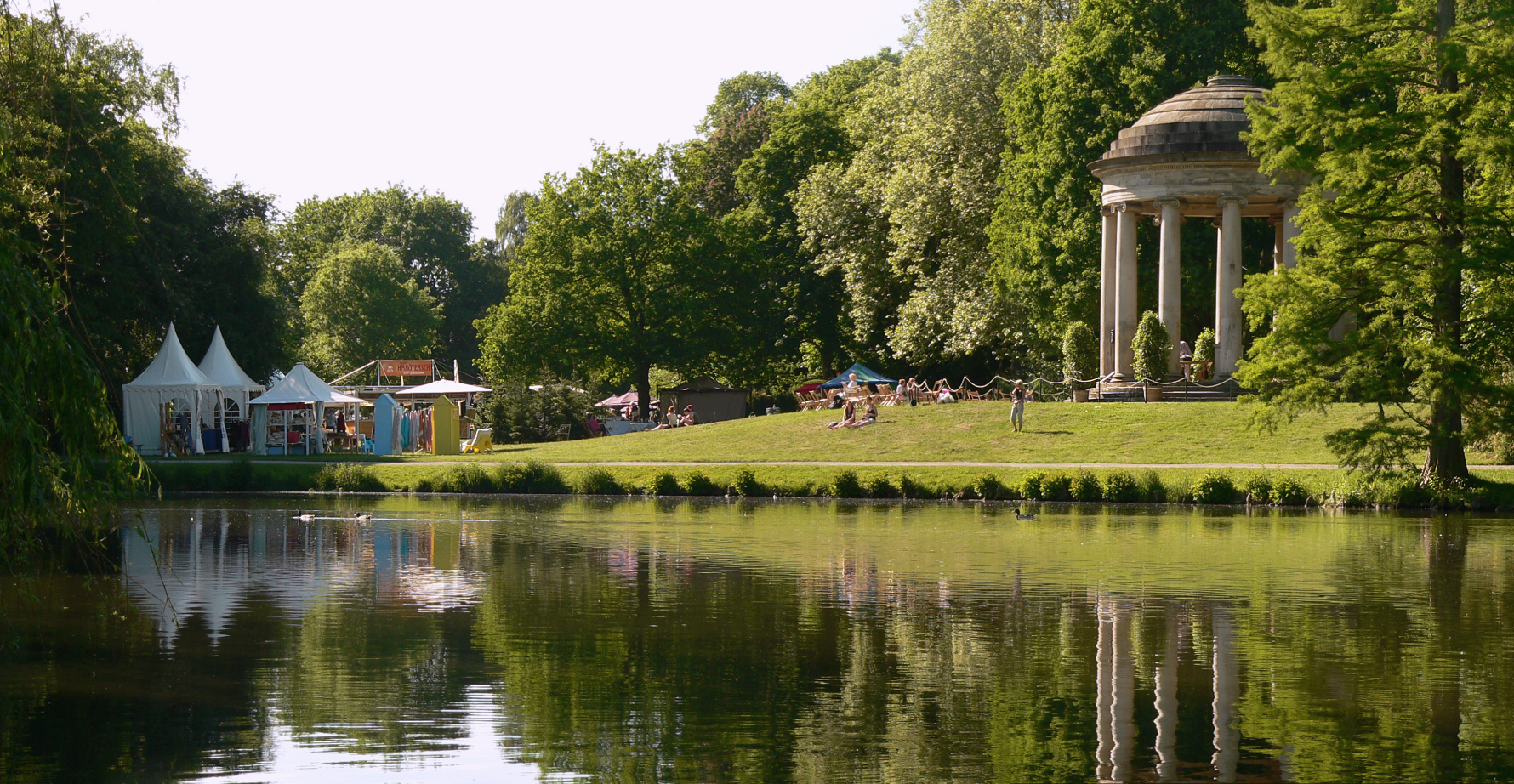
Gartenfestival Herrenhausen im hannoverschen Georgengarten, rechts der Leibniztempel
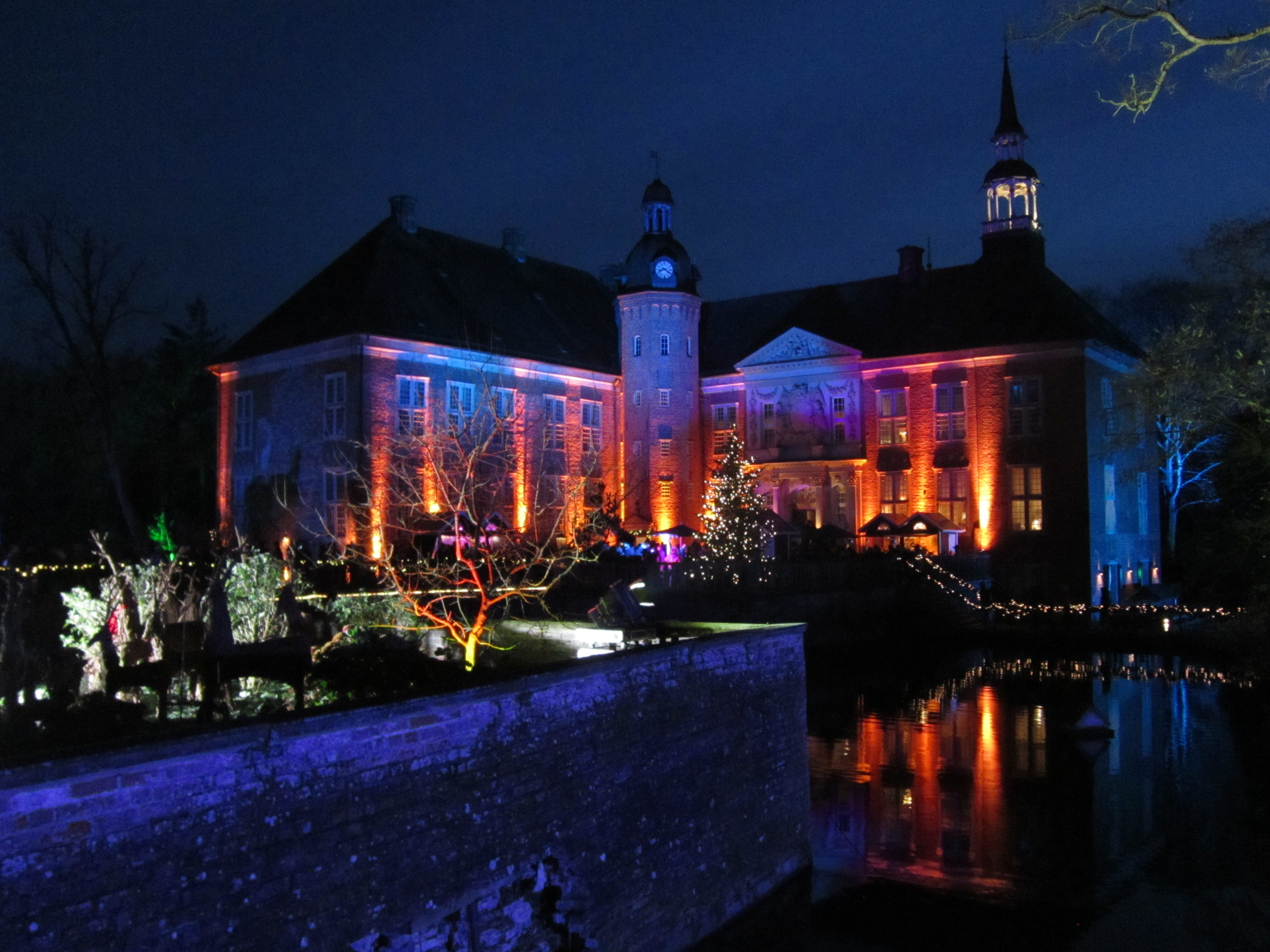
Adventliche Landpartie mit Weihnachtsmarkt auf dem Gelände von Schloss Gödens
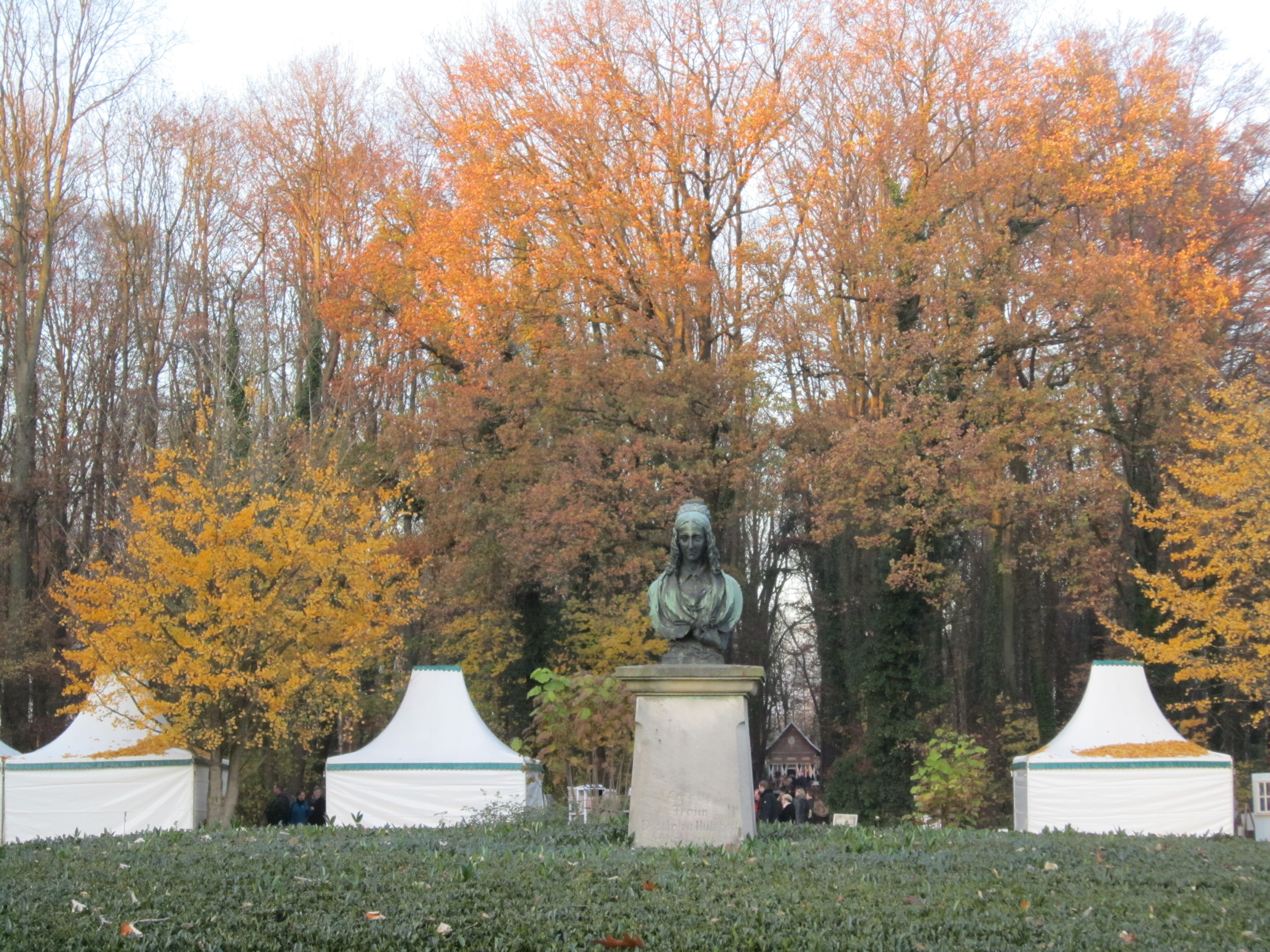
Landpartie beim Schloss Hülshoff im November
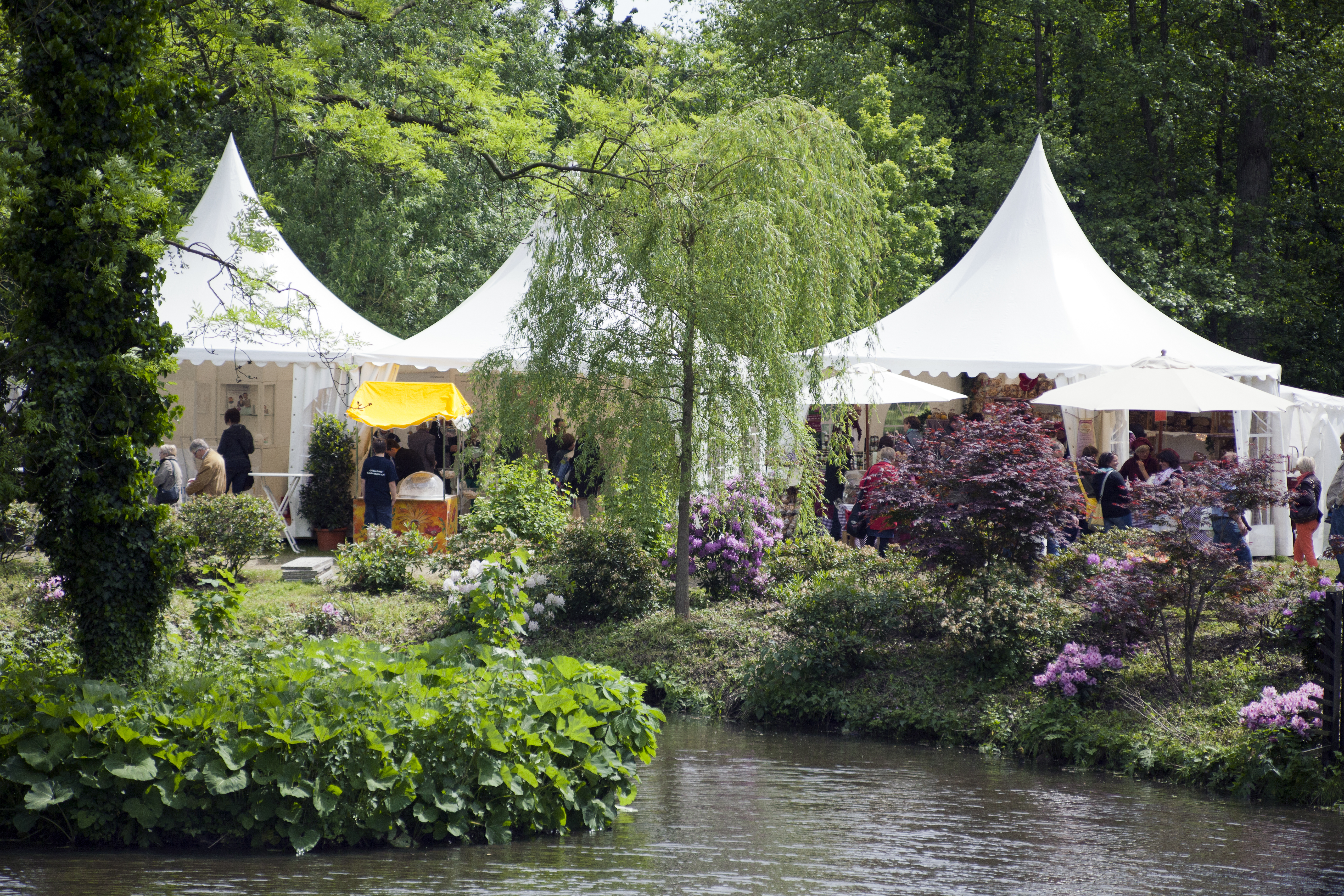
Landpartie „Frühling im Park“ auf Schloss Rheda